# Tillämpat reservistskytte
Tillämpat reservistskytte (finska: Sovellettu Reserviläisammunta, eller förkortat SRA) är en actionfylld sportskyttegren avsedd för medlemmarna i de finländska frivilliga försvarsorganisationerna. Dess syfte är att utveckla och mäta den säkra vapenhanteringen och skjutskickligheten, samt en fortskridande materielutveckling.
Reservister samt medlemmar i de frivilliga försvarsorganisationerna kan delta ifall de genomgått den av finländska reservistidrottsförbundet ResUL:s kommitté godkända "säker skytt" kursen, och till den hörande vapenhanteringsprovet på ett godkänt vis. Ungdomar under 18 år bör därtill ha ett av föräldrarna undertecknat intyg för att delta.

## Vapengrenar
Det finns fyra olika vapengrenar i SRA.
- Gevär Vapen i min. kaliber 5.45 mm, försett med kolv
- Pistol Pistol el. revolver, minsta kaliber 9 mm utan axelstöd
- Hagelgevär Vilket hagelgevär som helst
- Prickskyttegevär Vapen som kan bäras av en man, minsta kaliber 5.6 mm

## Svenskspråkiga föreningar som idkar tillämpat reservistskytte
- Korsholmsnejdens Reservister r.f.